# 馮賢賢
馮賢賢，臺灣資深媒體人、導演，曾任公共電視總經理、製作人、研發部主任、新聞部經理、比利時國際獨立影展評審團主席、瑞士真實影展國際競賽評審、金馬獎評審等。她重視人權與自由，關注臺灣教育改革等公共福利議題，參與改變體制，製作各種歷史文化議題的紀錄片，使各式各樣的聲音都能在社會上被聽見，長期為弱勢族群發聲、爭取權益。2010年遭公視董事會違法解職。2013年10月，文化元年基金會籌備處公開推舉馮賢賢與導演黃明川參與公視總經理遴選。

## 背景
馮賢賢畢業於臺北市立第一女子高級中學，是1974年大學聯考社會組榜首。國立臺灣大學外國語文學系畢業後，留學美國紐約州立大學水牛城分校，研究解構主義，是比較文學博士候選人。曾任美國之音國際新聞主編／製作人／主持人、TVBS國際新聞中心創設主任、台北電台公共化節目總監、中央廣播電台董事、國家通訊傳播委員會有線電視審議委員、社區公民大學推動委員、彭婉如基金會創會執行長等職。

## 公共電視臺

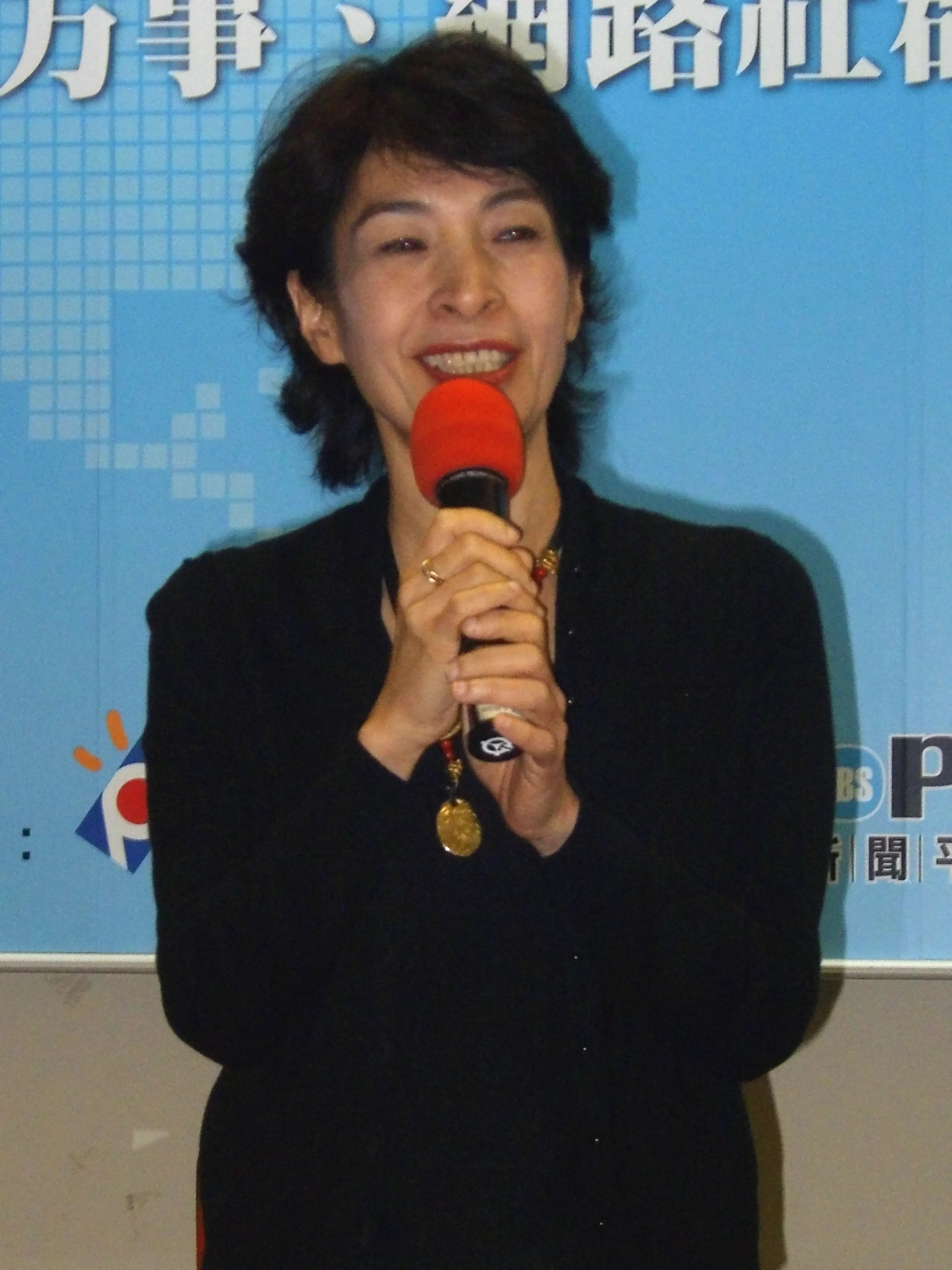
公視總經理馮賢賢出席2008公民新聞論壇

馮賢賢於1992年自美返臺，參與創建公共電視，是公共媒體催生聯盟發起人之一。1992至1995年為公共電視公視籌委會製作人／臺灣原住民人才培訓總策劃。1997至1998為公共電視過渡時期規劃小組委員。並曾任新聞部《紀錄觀點》製作人
1995年3月29日，台灣新聞記者協會發表宣言正式成立，並選出馮賢賢、何榮幸、李永萍、賴秀如、楊汝椿、梁永煌、蔡崇隆、凃建豐、林少岩、陳玉華、張瑞欽等11人擔任執行委員。
1999年12月6日，公視深度報導節目《公視新聞深度報導》於每天19點整至20點整開播，主播是公視新聞部經理馮賢賢和東吳大學政治學系教授劉必榮，馮賢賢負責國內要聞專題，劉必榮負責國際新聞分析。
2000年，馮賢賢以公共電視製作人的身分與導演簡偉斯、郭珍弟、編劇李坤城等正式開始合作籌拍介紹1930年代台灣日治時期社會、音樂與女性地位的紀錄片《跳舞時代》。
2003年，由中國引爆的嚴重急性呼吸道症候群（SARS）傳染至臺灣，馮賢賢率公視團隊拍攝《和平風暴 （页面存档备份，存于）》紀錄片，記錄台灣在SARS爆發期間，疫情最為集中的臺北市立和平醫院為背景和相關人物的心聲、及事後相關懲處，與法律審判歷程。
馮賢賢也是電影無米樂（2004）的監製。
馮賢賢在總經理任內，公視入圍多項金鐘獎獎項，並獲得電視金鐘獎最佳戲劇節目等多項大獎。
2010年9月19日，公視董事會決議將總經理馮賢賢和執行副總經理鍾裕淵解職。24日馮賢賢於蘋果日報發表文章〈墜落懸崖的公視〉，表明「公視屬於國民全體，獨立自主不受干涉，觀眾才是我們的老闆。」「堅持專業經營，守護公共利益，不就是公視該有的態度嗎？」，並提告公視，認為董事長陳勝福違反《公共電視法》，侵犯總經理的人事權，直接調動一二級主管等行為，有違公視使命令人憂心。28日總部設在巴黎的無疆界記者組織發表聲明表示對馮賢賢捍衛公共電視獨立自主的支持。
2012年6月5日，馮賢賢遭違法解職一案，臺灣高等法院判公視敗訴確定，人事調整案因明顯違反《公視法》等相關法令規定（如開會人數不足）而屬無效。馮賢賢表示，由這項判決顯見自陳勝福擔任公視代理董事長後，董事會開會人數都處於不足狀態，相關決議均屬違法。第四屆董事會任期應於2010年12月3日結束，卻長期未改選，關鍵在於政黨輪替後，中國國民黨馬英九政府想調整公視人事，2009年新聞局就試圖透過增補新董事，藉以撤換當時董事長鄭同僚，兩派頻頻出現各種假處分，公視董事會因而空轉三年多。

## 影視參與
2018年起，馮賢賢加入描述民主化歷程的台灣首部政治劇集《國際橋牌社》製作團隊，擔任監製，協助調整編劇方向。
導演馮賢賢、李惠仁等已於2021年募資展開籌拍《那一槍》（The Assassins）紀錄片，於臺、美兩國多地記錄四二四刺殺蔣經國案之歷史、紀念曾用行動和思考奉獻給台灣這塊土地的所有先輩。

## 社會評論
2004年，《商業周刊》曾刊出一篇名為《兩種狀元》的文章，並引用馮賢賢的話，佐證其學校排名機制背後的競爭可能帶來負面影響的觀點：「北一女高中三年，同學之間完全沒有互信，前幾名的學生尤其彼此猜忌，根本沒有學到如何與人相處。」
2016年4月1日，針對政大搖搖哥事件，馮賢賢在臺北市市長柯文哲的facebook頁面留言批評，柯文哲叫別人包容如海，他卻去抓拒絕「被脅迫」的市民，騷擾所有能被掌握的精神障礙者；「柯市長，你在踐踏人權」，如果柯文哲不辭職下台，柯文哲應該立即「被同意」上課修補他破損的腦袋和昏聵的心。

## 外部連結
- 馮賢賢：只做有興趣的事 （页面存档备份，存于）, 臺大人職場手冊 2009 （頁65-70）, 國立臺灣大學管理學院
- 馮賢賢的Facebook專頁